# Andrășești
Andrășești – wieś w Rumunii, w okręgu Jałomica, w gminie Andrășești. W 2011 roku liczyła 1829 mieszkańców.